# Arnadí
Arnadí är en ort i Cypern.   Den ligger i distriktet Eparchía Ammochóstou, i den östra delen av landet, 50 km öster om huvudstaden Nicosia. Arnadí ligger 19 meter över havet och antalet invånare är 344. Den ligger på ön Cypern.
Terrängen runt Arnadí är platt. Havet är nära Arnadí österut. Närmaste större samhälle är Famagusta, 14,7 km sydost om Arnadí. 
Medelhavsklimat råder i trakten. Årsmedeltemperaturen i trakten är 22 °C. Den varmaste månaden är augusti, då medeltemperaturen är 33 °C, och den kallaste är januari, med 11 °C. Genomsnittlig årsnederbörd är 450 millimeter. Den regnigaste månaden är december, med i genomsnitt 99 mm nederbörd, och den torraste är augusti, med 1 mm nederbörd.